# بیله پولیتشانی
بیله پولیتشانی (به چکی: Bílé Poličany) یک منطقهٔ مسکونی در جمهوری چک است که در منطقه تروتنوف واقع شده‌است.